# 昆拉皮茲
昆拉皮茲（英語：Coon Rapids）是美國明尼蘇達州安諾卡縣的一座城市，與阿諾卡、安多弗、布萊恩、弗里德利等城市比鄰，位於雙子城都會區的郊區。2020年美國人口普查紀錄人口有63,599人。